# Evdokija Fëdorovna Lopuchina
Eudossia Fedorovna Lopuchina, in russo Евдокия Фёдоровна Лопухина?, traslitterato: Evdokija Fëdorovna Lopuchina (Mosca, 9 agosto 1669 – Convento di Novodevičij, 7 settembre 1731) è stata la prima moglie dello zar Pietro I, dal 1689 fino al divorzio nel 1698, madre dello Zarevic Aleksej Petrovič Romanov e nonna paterna di Pietro II di Russia.

## Biografia
Eudossia nacque da Fëdor Abramovič Lopuchin e da Ustinija Bogdanovna Rtiščeva.
Fu scelta dalla madre dello Zar, Natal'ja Naryškina principalmente su consiglio del boiardo Fëdor Alekseevič Rtiščev. Venne incoronata Zarina nel 1689 e diede alla luce lo Zarevic Aleksej Petrovič l'anno successivo. Eudosia ebbe altri due figli da Pietro, Alessandro nel 1691 e Paolo nel 1693, ma entrambi morirono in tenera età. Lo Zar non poteva soffrire l'indolenza conservatrice dei suoi parenti, e per tanto la abbandonò presto per intraprendere una relazione amorosa con l'olandese. Pietro chiese ai parenti della madre di persuadere Eudossia ad entrare in convento. Questo progetto, però, non poté essere realizzato sino al 1698, quando venne definitivamente bandita dalla Russia e relegata nel Convento dell'Intercessione di Suzdal'. La badessa le consentì comunque di condurre una vita più da laica che da monaca. Eudossia intraprese infatti una relazione con il militare Stepan Glebov, che venne successivamente accusato di tale accadimento, imprigionato e condannato a morte per squartamento.
Gradualmente, Eudossia e suo figlio divennero il simbolo ideale di coloro che si opponevano alle riforme di Pietro, soprattutto per quelle riguardanti la riforma della chiesa ortodossa russa. Nei suoi sermoni, Demetrio di Rostov si riferì ad Eudossia come "la nostra grande sovrana" e professò apertamente il suo diritto al ritorno sul trono. Questo partito conservatore che andava delineandosi venne definitivamente debellato da Pietro il Grande nel 1718. Tutti i vescovi che supportavano le azioni di Eudossia vennero condannati a morte ed Eudossia stessa venne trasferita in un convento di Staraja Ladoga.

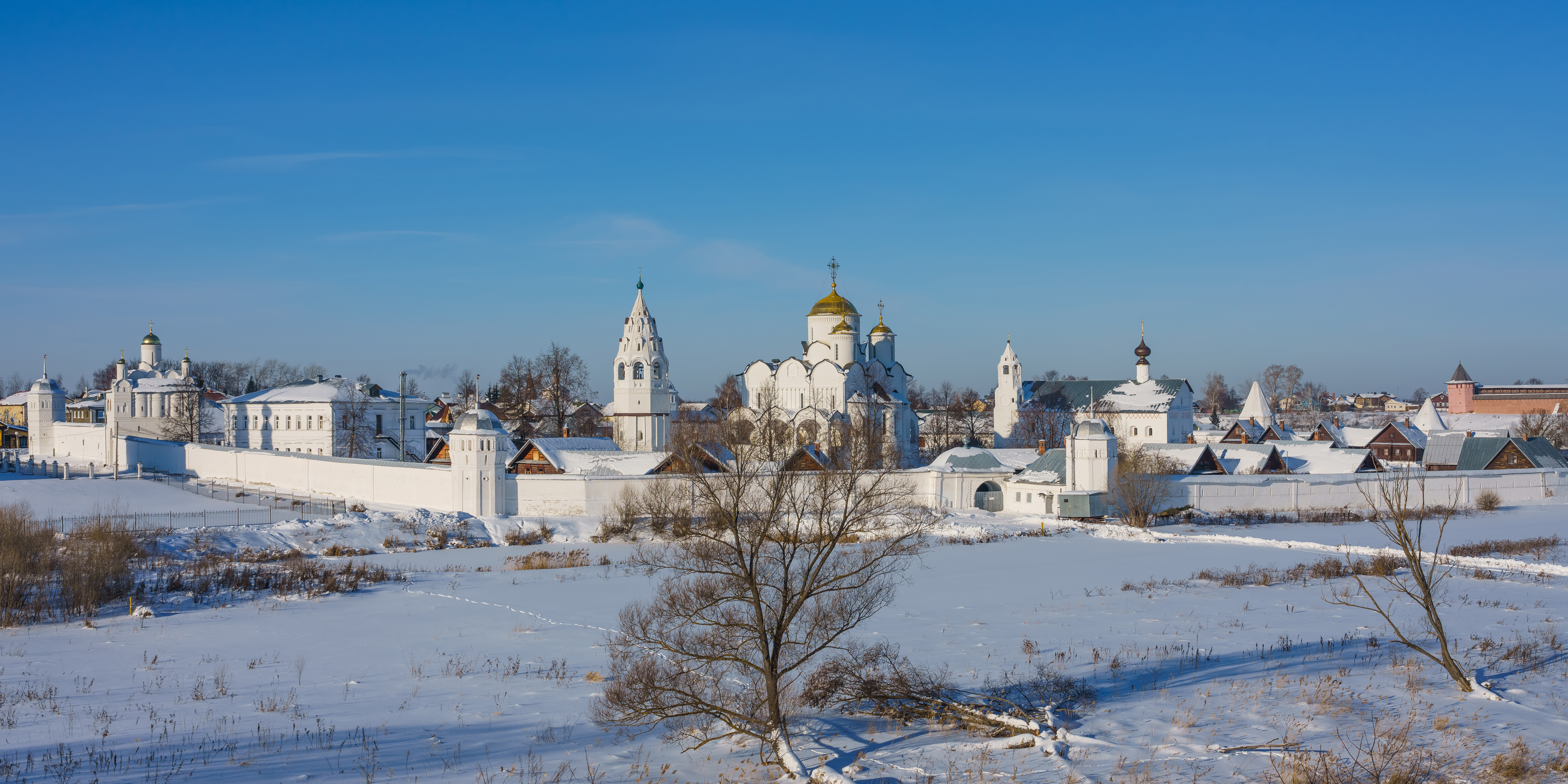
Il Convento dell'Intercessione dove Eudosia venne relegata per vent'anni

Alla morte di Pietro, la sua seconda moglie, Caterina I, divenne Zarina regnante, ed Eudossia venne segretamente trasferita alla fortezza di Šlissel'burg, presso San Pietroburgo. Nel 1727, suo nipote, Pietro II, ascese al trono russo ed immediatamente la fece richiamare a Mosca. Ella fu riabilitata alla sua posizione nella corte russa e poté tenere corte propria al Convento di Novodevičij sino alla sua morte, avvenuta nel 1731.

## Discendenza
Da Pietro I, ebbe tre figli:
- Zarevic Alessio di Russia (18 febbraio 1690 - 26 giugno 1718). Dopo la caduta in disgrazia della madre visse una vita particolarmente precaria, e fu infine imprigionato dal padre con l'accusa di aver cospirato contro di lui. Morì in prigione a seguito delle frustate inflitte, appena due giorni dopo essere stato ufficialmente condannato a morte dal padre e dal Senato.

Nel 1711 aveva sposato la principessa Carlotta Cristina di Brunswick-Wolfenbüttel, sorella della moglie di Carlo VI d'Asburgo. Ebbe da lei due figli: Natalia (1714 - 1728) e il futuro zar Pietro II (1715 - 1730).
- Gran Duca Alessandro Petrovič (Preobražnskoe, 3 ottobre 1691 - Mosca, 14 maggio 1692). Venne battezzato l'11 novembre 1691 nel Monastero di Čudov, con madrina sua zia materna, la principessa Natalia Alekseevna Romanova. Morì a un anno e mezzo e fu sepolto il 24 maggio 1692 nella Cattedrale dell'Arcangelo Michele all'interno del Cremlino di Mosca. Il padre, in sfregio alla moglie da cui ormai era completamente estraniato, non prese parte al funerale.
- Gran Duca Paolo Petrovič (1693 - 1693)